# Czajka (Krym)
Czajka (krymskotat. Çayka, ros. Чайка, ukr. Чайка) – wieś na Krymie, w rejonie jałtańskim według Ukrainy, w gminie Ałuszta według Rosji. Według danych z grudnia 2001 wieś zamieszkiwana była przez 41 osób, a według danych z października 2014 roku przez 35 osób.